# Campeonato Argentino Juvenil 2020
El Campeonato Argentino Juvenil de 2020 fue un torneo para los seleccionados juveniles de las uniones regionales afiliadas a la Unión Argentina de Rugby, originalmente programado a disputarse en sus dos primeras divisiones (Zona Campeonato y Ascenso) entre el 7 de marzo y el 4 de abril de 2020.
Tras disputarse la primera fecha del torneo, la Unión Argentina de Rugby impuso medidas preventivas a los partidos correspondiente  a la segunda fecha del torneo debido al impacto de la pandemia de COVID-19. El 14 de marzo de 2020, la UAR oficialmente suspendió la disputa del campeonato. La tercera división del campeonato, el Campeonato Argentino Select 12, también fue postergado de forma indefinida el 22 de marzo siguiente.
Previo a la suspensión del torneo, la Unión Santafesina de Rugby había sido designada como anfitriona de las etapas finales del torneo (concentrado) por tercera temporada consecutiva. Las sedes elegidas habían sido el Club Universitario de Santa Fe, el Club de Rugby Ateneo Inmaculada y el Santa Fe Rugby Club.

## Equipos participantes
Debían participar de esta edición veintiocho equipos: ocho en la Zona Campeonato, ocho en la Zona Ascenso y doce en la Zona Desarrollo (Select 12). 
| División                               | Equipo              | Unión                                                |
| -------------------------------------- | ------------------- | ---------------------------------------------------- |
| Zona Campeonato 8 equipos              | Buenos Aires        | Unión de Rugby de Buenos Aires                       |
| Zona Campeonato 8 equipos              | Córdoba             | Unión Cordobesa de Rugby                             |
| Zona Campeonato 8 equipos              | Cuyo                | Unión de Rugby de Cuyo                               |
| Zona Campeonato 8 equipos              | Rosario             | Unión de Rugby de Rosario                            |
| Zona Campeonato 8 equipos              | Salta               | Unión de Rugby de Salta                              |
| Zona Campeonato 8 equipos              | Santa Fe            | Unión Santafesina de Rugby                           |
| Zona Campeonato 8 equipos              | Tucumán             | Unión de Rugby de Tucumán                            |
| Zona Campeonato 8 equipos              | Uruguay             | Unión de Rugby del Uruguay                           |
| Zona Ascenso 8 equipos                 | Andina              | Unión Andina de Rugby                                |
| Zona Ascenso 8 equipos                 | Chubut              | Unión de Rugby del Valle del Chubut                  |
| Zona Ascenso 8 equipos                 | Entre Ríos          | Unión Entrerriana de Rugby                           |
| Zona Ascenso 8 equipos                 | Mar del Plata       | Unión de Rugby de Mar del Plata                      |
| Zona Ascenso 8 equipos                 | Nordeste            | Unión de Rugby del Nordeste                          |
| Zona Ascenso 8 equipos                 | Oeste               | Unión de Rugby del Oeste de Buenos Aires             |
| Zona Ascenso 8 equipos                 | San Juan            | Unión Sanjuanina de Rugby                            |
| Zona Ascenso 8 equipos                 | Santiago del Estero | Unión Santiagueña de Rugby                           |
| Select 12 (Zona Desarrollo) 12 equipos | Alto Valle          | Unión de Rugby del Alto Valle de Río Negro y Neuquén |
| Select 12 (Zona Desarrollo) 12 equipos | Austral             | Unión de Rugby Austral                               |
| Select 12 (Zona Desarrollo) 12 equipos | Chile               | Federación Deportiva Nacional de Rugby               |
| Select 12 (Zona Desarrollo) 12 equipos | Formosa             | Unión de Rugby de Formosa                            |
| Select 12 (Zona Desarrollo) 12 equipos | Jujuy               | Unión Jujeña de Rugby                                |
| Select 12 (Zona Desarrollo) 12 equipos | Lagos del Sur       | Unión de Rugby de los Lagos del Sur                  |
| Select 12 (Zona Desarrollo) 12 equipos | Misiones            | Unión de Rugby de Misiones                           |
| Select 12 (Zona Desarrollo) 12 equipos | Paraguay            | Unión de Rugby del Paraguay                          |
| Select 12 (Zona Desarrollo) 12 equipos | San Luis            | Unión de Rugby San Luis                              |
| Select 12 (Zona Desarrollo) 12 equipos | Santa Cruz          | Unión Santacruceña de Rugby                          |
| Select 12 (Zona Desarrollo) 12 equipos | Sur                 | Unión de Rugby del Sur                               |
| Select 12 (Zona Desarrollo) 12 equipos | Tierra del Fuego    | Unión de Rugby de Tierra del Fuego                   |

En cursiva los seleccionados internacionales invitados.
A diferencia de la Zona Campeonato y Ascenso, la Zona Desarrollo (Select 12) se suspendió antes de comenzar a disputarse.

## Partidos
Antes de suspenderse el torneo se llegaron a disputar ocho partidos, correspondientes a la primera fecha de la Zona Campeonato y Zona Ascenso.

### Zona Campeonato
Zona 1
| 7 de marzo | Salta | 21 - 24 | Rosario | Jockey Club (S), Salta                   |                                          |
|            |       | Reporte |         | Árbitro(s): Nicolás Cotic (Buenos Aires) | Árbitro(s): Nicolás Cotic (Buenos Aires) |

| 7 de marzo | Uruguay | 14 - 53 | Buenos Aires | Carrasco Polo Club, Montevideo |  |
|            |         | Reporte |              |                                |  |

Zona 2
| 7 de marzo | Tucumán | 19 - 25 | Cuyo | Natación y Gimnasia, Tucumán              |                                           |
|            |         | Reporte |      | Árbitro(s): Eusebio Martin (Buenos Aires) | Árbitro(s): Eusebio Martin (Buenos Aires) |

| 7 de marzo | Santa Fe | 10 - 48 | Córdoba | Universitario (SF), Santa Fe           |                                        |
|            |          | Reporte |         | Árbitro(s): Mauro Rossi (Buenos Aires) | Árbitro(s): Mauro Rossi (Buenos Aires) |

### Zona Ascenso
Zona 3
| 7 de marzo | Nordeste | 0 - 54  | Entre Ríos | Taragüy Rugby Club, Corrientes |  |
|            |          | Reporte |            |                                |  |

| 7 de marzo | Andina | 10 - 33 | Mar del Plata | Los Teros Rugby Club, Catamarca |  |
|            |        | Reporte |               |                                 |  |

Zona 4
| 7 de marzo | Oeste | 38 - 10 | Santiago del Estero | Club Los Miuras, Junín |  |
|            |       | Reporte |                     |                        |  |

| 7 de marzo | Chubut | 12 - 19 | San Juan | Draig Goch Rugby Club, Gaiman |  |
|            |        | Reporte |          |                               |  |

### Zona Desarrollo (Select 12)
El Campeonato Argentino Select 12 de 2020 había sido originalmente programado a disputarse entre el 17 y 19 de abril de 2020 en Villa Carlos Paz, Provincia de Córdoba, con la participación de doce equipos. El torneo fue formalmente postergado el 22 de marzo de 2020.